# Мансфельд-Зюдгарц (район)
Мансфельд-Зюдгарц (нім. Mansfeld-Südharz) — район у Німеччині, у складі федеральної землі Саксонія-Ангальт. Адміністративний центр — місто Зангергаузен.

## Населення
Населення району становить 132 317 осіб (станом на 31 грудня 2021).

## Адміністративний поділ
Район складається з 9 самостійних міст і громад (нім. Gemeinden), а також одне місто і 12 громад, об'єднаних в 2 об'єднання громад (нім. Verbandsgemeinden).
Дані про населення наведені станом на 31 грудня 2021.
| Герб | Громада                  | Населення | Площа (км²) |
| ---- | ------------------------ | --------- | ----------- |
|      | Айслебен                 | 22404     | 143,86      |
|      | Альштедт                 | 7573      | 149,81      |
|      | Арнштайн                 | 6412      | 121,69      |
|      | Гербштедт                | 6881      | 102,31      |
|      | Геттштедт                | 13623     | 36,93       |
|      | Зангергаузен             | 25419     | 207,66      |
|      | Зегебіт-Мансфельдер-Ланд | 8857      | 107,92      |
|      | Зюдгарц                  | 9104      | 236,37      |
|      | Мансфельд                | 8480      | 143,79      |

| Гольдене Ауе |
| --- |
| - Берга (1679) - Брюккен-Гакпфюффель (970) - Вальгаузен (2398) - Едерслебен (974) - Кельбра (місто)* (3308)                                                      |
| Мансфільд-Грунд-Гельбра |
| - Альсдорф (1557) - Бенндорф (1961) - Бланкенгайм (1138) - Борнштедт (793) - Віммельбург (1105) - Гельбра * (3899) - Гергісдорф (1517) - Клостермансфельд (2265) |